# Еленія сіровола
Еле́нія сіровола (Elaenia spectabilis) — вид горобцеподібних птахів родини тиранових (Tyrannidae). Мешкає в Південній Америці.

## Опис
Довжина птаха становить 18 см. Верхня частина тіла оливково-коричнева, навколо очей білі кільця, на голові помітний чуб. Крила темні, з двома або трьома білими смужками. Горло, щоки і груди сіруваті, жиаіт жовтуватий.

## Поширення і екологія
Сіроволі еленії гніздяться на півдні центральної Бразилії, в Парагваї, на південному заході Болівії, на північному заході Уругваю та на півночі Аргентини, на південь до Ла-Плати. Взимку частина популяції мігрує на північ до бразильської Амазонії, південно-східної Колумбії, на схід Еквадору і Перу та на північ Болівії. Вони живуть у вологих тропічних лісах, на узліссях, в чагаврникових заростях та в лісистих саванах. Зустрічаються на висоті до 1000 м над рівнем моря. Живляться комахами і плодами.